# Den Danske Israelsmission
Den Danske Israelsmission (også kendt som Israelsmissionen) er en dansk folkekirkelig missionsorganisation. Siden sin stiftelse i København i 1885 har organisationen arbejdet med mission blandt jøder i både Danmark og udlandet. Derudover arbejder Den Danske Israelsmission for at bekæmpe antisemitisme samt styrke dialogen mellem jøder og kristne og kendskabet til jødisk kultur blandt kristne.
Historisk set har organisationen arbejdet i både Ukraine (Lviv), Polen, Algeriet (Algier), Frankrig (Nice) og Israel, men i dag er det oversøiske arbejde koncentreret om Israel, hvortil man blandt andet har udsendt en dansk præst.
I dag har organisationen hjemsted i Aarhus.
Ungdomsorganisationen Israelsmissionens Unge er udsprunget af Den Danske Israelsmission.